# Lijst van Colubrinae
Onderstaand een lijst van alle soorten toornslangachtigen uit de onderfamilie Colubrinae. Er zijn in totaal 724 soorten, die verdeeld zijn in 92 geslachten. Hiervan zijn 24 geslachten monotypisch, wat betekent dat ze slechts door een enkele soort worden vertegenwoordigd. De lijst is gebaseerd op de Reptile Database.
- Soort Aeluroglena cucullata
- Soort Aprosdoketophis andreonei
- Soort Archelaphe bella
- Soort Argyrogena fasciolata
- Soort Argyrogena vittacaudata
- Soort Arizona elegans
- Soort Arizona pacata
- Soort Bamanophis dorri
- Soort Bogertophis rosaliae
- Soort Bogertophis subocularis
- Soort Boiga andamanensis
- Soort Boiga angulata
- Soort Boiga barnesii
- Soort Boiga beddomei
- Soort Boiga bengkuluensis
- Soort Boiga bourreti
- Soort Boiga ceylonensis
- Soort Boiga cyanea
- Soort Boiga cynodon
- Soort Boiga dendrophila
- Soort Boiga dightoni
- Soort Boiga drapiezii
- Soort Boiga flaviviridis
- Soort Boiga forsteni
- Soort Boiga gocool
- Soort Boiga guangxiensis
- Soort Boiga hoeseli
- Soort Boiga irregularis
- Soort Boiga jaspidea
- Soort Boiga kraepelini
- Soort Boiga multifasciata
- Soort Boiga multomaculata
- Soort Boiga nigriceps
- Soort Boiga nuchalis
- Soort Boiga ochracea
- Soort Boiga philippina
- Soort Boiga quincunciata
- Soort Boiga saengsomi
- Soort Boiga schultzei
- Soort Boiga siamensis
- Soort Boiga tanahjampeana
- Soort Boiga thackerayi
- Soort Boiga trigonata
- Soort Boiga wallachi
- Soort Boiga westermanni
- Soort Cemophora coccinea
- Soort Cemophora lineri
- Soort Chapinophis xanthocheilus
- Soort Chironius bicarinatus
- Soort Chironius brazili
- Soort Chironius carinatus
- Soort Chironius challenger
- Soort Chironius diamantina
- Soort Chironius exoletus
- Soort Chironius flavolineatus
- Soort Chironius flavopictus
- Soort Chironius foveatus
- Soort Chironius fuscus
- Soort Chironius grandisquamis
- Soort Chironius laevicollis
- Soort Chironius laurenti
- Soort Chironius leucometapus
- Soort Chironius maculoventris
- Soort Chironius monticola
- Soort Chironius multiventris
- Soort Chironius quadricarinatus
- Soort Chironius scurrulus
- Soort Chironius septentrionalis
- Soort Chironius spixii
- Soort Chironius vincenti
- Soort Coelognathus enganensis
- Soort Coelognathus erythrurus
- Soort Coelognathus flavolineatus
- Soort Coelognathus helena
- Soort Coelognathus philippinus
- Soort Coelognathus radiatus
- Soort Coelognathus subradiatus
- Soort Coluber constrictor
- Soort Colubroelaps nguyenvansangi
- Soort Conopsis acuta
- Soort Conopsis amphisticha
- Soort Conopsis biserialis
- Soort Conopsis lineata
- Soort Conopsis megalodon
- Soort Conopsis nasus
- Soort Coronella austriaca
- Soort Coronella brachyura
- Soort Coronella girondica
- Soort Crotaphopeltis barotseensis
- Soort Crotaphopeltis braestrupi
- Soort Crotaphopeltis degeni
- Soort Crotaphopeltis hippocrepis
- Soort Crotaphopeltis hotamboeia
- Soort Crotaphopeltis tornieri
- Soort Dasypeltis abyssina
- Soort Dasypeltis arabica
- Soort Dasypeltis atra
- Soort Dasypeltis bazi
- Soort Dasypeltis confusa
- Soort Dasypeltis crucifera
- Soort Dasypeltis fasciata
- Soort Dasypeltis gansi
- Soort Dasypeltis inornata
- Soort Dasypeltis latericia
- Soort Dasypeltis medici
- Soort Dasypeltis palmarum
- Soort Dasypeltis parascabra
- Soort Dasypeltis sahelensis
- Soort Dasypeltis scabra
- Soort Dasypeltis taylori
- Soort Dendrophidion apharocybe
- Soort Dendrophidion atlantica
- Soort Dendrophidion bivittatus
- Soort Dendrophidion boshelli
- Soort Dendrophidion brunneum
- Soort Dendrophidion clarkii
- Soort Dendrophidion crybelum
- Soort Dendrophidion dendrophis
- Soort Dendrophidion graciliverpa
- Soort Dendrophidion nuchale
- Soort Dendrophidion paucicarinatum
- Soort Dendrophidion percarinatum
- Soort Dendrophidion prolixum
- Soort Dendrophidion rufiterminorum
- Soort Dendrophidion vinitor
- Soort Dipsadoboa aulica
- Soort Dipsadoboa brevirostris
- Soort Dipsadoboa duchesnii
- Soort Dipsadoboa flavida
- Soort Dipsadoboa kageleri
- Soort Dipsadoboa montisilva
- Soort Dipsadoboa shrevei
- Soort Dipsadoboa underwoodi
- Soort Dipsadoboa unicolor
- Soort Dipsadoboa viridis
- Soort Dipsadoboa weileri
- Soort Dipsadoboa werneri
- Soort Dispholidus typus
- Soort Dolichophis caspius
- Soort Dolichophis cypriensis
- Soort Dolichophis jugularis
- Soort Dolichophis schmidti
- Soort Drymarchon caudomaculatus
- Soort Drymarchon corais
- Soort Drymarchon couperi
- Soort Drymarchon margaritae
- Soort Drymarchon melanurus
- Soort Drymobius chloroticus
- Soort Drymobius margaritiferus
- Soort Drymobius melanotropis
- Soort Drymobius rhombifer
- Soort Drymoluber apurimacensis
- Soort Drymoluber brazili
- Soort Drymoluber dichrous
- Soort Eirenis africanus
- Soort Eirenis aurolineatus
- Soort Eirenis barani
- Soort Eirenis collaris
- Soort Eirenis coronella
- Soort Eirenis coronelloides
- Soort Eirenis decemlineatus
- Soort Eirenis eiselti
- Soort Eirenis hakkariensis
- Soort Eirenis kermanensis
- Soort Eirenis levantinus
- Soort Eirenis lineomaculatus
- Soort Eirenis medus
- Soort Eirenis modestus
- Soort Eirenis occidentalis
- Soort Eirenis persicus
- Soort Eirenis punctatolineatus
- Soort Eirenis rechingeri
- Soort Eirenis rothii
- Soort Eirenis thospitis
- Soort Eirenis yassujicus
- Soort Elaphe anomala
- Soort Elaphe bimaculata
- Soort Elaphe cantoris
- Soort Elaphe carinata
- Soort Elaphe climacophora
- Soort Elaphe davidi
- Soort Elaphe dione
- Soort Elaphe hodgsoni
- Soort Elaphe moellendorffi
- Soort Elaphe quadrivirgata
- Soort Elaphe quatuorlineata
- Soort Elaphe sauromates
- Soort Elaphe schrenckii
- Soort Elaphe taeniura
- Soort Elaphe urartica
- Soort Elaphe zoigeensis
- Soort Euprepiophis conspicillata
- Soort Euprepiophis mandarinus
- Soort Euprepiophis perlacea
- Soort Ficimia hardyi
- Soort Ficimia olivacea
- Soort Ficimia publia
- Soort Ficimia ramirezi
- Soort Ficimia ruspator
- Soort Ficimia streckeri
- Soort Ficimia variegata
- Soort Geagras redimitus
- Soort Gonyosoma boulengeri
- Soort Gonyosoma frenatum
- Soort Gonyosoma jansenii
- Soort Gonyosoma margaritatum
- Soort Gonyosoma oxycephalum
- Soort Gonyosoma prasinum
- Soort Gyalopion canum
- Soort Gyalopion quadrangulare
- Soort Hapsidophrys lineatus
- Soort Hapsidophrys principis
- Soort Hapsidophrys smaragdinus
- Soort Hemerophis socotrae
- Soort Hemorrhois algirus
- Soort Hemorrhois hippocrepis
- Soort Hemorrhois nummifer
- Soort Hemorrhois ravergieri
- Soort Hierophis andreanus
- Soort Hierophis gemonensis
- Soort Hierophis viridiflavus
- Soort Lampropeltis abnorma
- Soort Lampropeltis alterna
- Soort Lampropeltis annulata
- Soort Lampropeltis californiae
- Soort Lampropeltis calligaster
- Soort Lampropeltis catalinensis
- Soort Lampropeltis elapsoides
- Soort Lampropeltis extenuata
- Soort Lampropeltis gentilis
- Soort Lampropeltis getula
- Soort Lampropeltis greeri
- Soort Lampropeltis holbrooki
- Soort Lampropeltis knoblochi
- Soort Lampropeltis leonis
- Soort Lampropeltis mexicana
- Soort Lampropeltis micropholis
- Soort Lampropeltis nigra
- Soort Lampropeltis polyzona
- Soort Lampropeltis pyromelana
- Soort Lampropeltis ruthveni
- Soort Lampropeltis splendida
- Soort Lampropeltis triangulum
- Soort Lampropeltis webbi
- Soort Lampropeltis zonata
- Soort Leptodrymus pulcherrimus
- Soort Leptophis ahaetulla
- Soort Leptophis coeruleodorsus
- Soort Leptophis cupreus
- Soort Leptophis depressirostris
- Soort Leptophis diplotropis
- Soort Leptophis haileyi
- Soort Leptophis mexicanus
- Soort Leptophis modestus
- Soort Leptophis nebulosus
- Soort Leptophis riveti
- Soort Leptophis stimsoni
- Soort Liopeltis calamaria
- Soort Liopeltis frenata
- Soort Liopeltis pallidonuchalis
- Soort Liopeltis philippina
- Soort Liopeltis rappi
- Soort Liopeltis stoliczkae
- Soort Liopeltis tricolor
- Soort Lycodon albofuscus
- Soort Lycodon alcalai
- Soort Lycodon anamallensis
- Soort Lycodon aulicus
- Soort Lycodon banksi
- Soort Lycodon bibonius
- Soort Lycodon butleri
- Soort Lycodon capucinus
- Soort Lycodon cardamomensis
- Soort Lycodon carinatus
- Soort Lycodon cavernicolus
- Soort Lycodon chrysoprateros
- Soort Lycodon davidi
- Soort Lycodon davisonii
- Soort Lycodon dumerilii
- Soort Lycodon effraenis
- Soort Lycodon fasciatus
- Soort Lycodon fausti
- Soort Lycodon ferroni
- Soort Lycodon flavicollis
- Soort Lycodon flavomaculatus
- Soort Lycodon flavozonatus
- Soort Lycodon futsingensis
- Soort Lycodon gammiei
- Soort Lycodon gibsonae
- Soort Lycodon gongshan
- Soort Lycodon gracilis
- Soort Lycodon hypsirhinoides
- Soort Lycodon jara
- Soort Lycodon kundui
- Soort Lycodon laoensis
- Soort Lycodon liuchengchaoi
- Soort Lycodon mackinnoni
- Soort Lycodon meridionalis
- Soort Lycodon muelleri
- Soort Lycodon multifasciatus
- Soort Lycodon multizonatus
- Soort Lycodon namdongensis
- Soort Lycodon nympha
- Soort Lycodon ophiophagus
- Soort Lycodon orientalis
- Soort Lycodon paucifasciatus
- Soort Lycodon philippinus
- Soort Lycodon pictus
- Soort Lycodon rosozonatus
- Soort Lycodon rufozonatus
- Soort Lycodon ruhstrati
- Soort Lycodon sealei
- Soort Lycodon semicarinatus
- Soort Lycodon septentrionalis
- Soort Lycodon sidiki
- Soort Lycodon solivagus
- Soort Lycodon stormi
- Soort Lycodon striatus
- Soort Lycodon subannulatus
- Soort Lycodon subcinctus
- Soort Lycodon synaptor
- Soort Lycodon tessellatus
- Soort Lycodon tiwarii
- Soort Lycodon travancoricus
- Soort Lycodon tristrigatus
- Soort Lycodon zawi
- Soort Lycodon zoosvictoriae
- Soort Lytorhynchus diadema
- Soort Lytorhynchus gasperetti
- Soort Lytorhynchus kennedyi
- Soort Lytorhynchus maynardi
- Soort Lytorhynchus paradoxus
- Soort Lytorhynchus ridgewayi
- Soort Macroprotodon abubakeri
- Soort Macroprotodon brevis
- Soort Macroprotodon cucullatus
- Soort Macroprotodon mauritanicus
- Soort Masticophis anthonyi
- Soort Masticophis aurigulus
- Soort Masticophis barbouri
- Soort Masticophis bilineatus
- Soort Masticophis flagellum
- Soort Masticophis fuliginosus
- Soort Masticophis lateralis
- Soort Masticophis mentovarius
- Soort Masticophis schotti
- Soort Masticophis slevini
- Soort Masticophis taeniatus
- Soort Mastigodryas alternatus
- Soort Mastigodryas amarali
- Soort Mastigodryas boddaerti
- Soort Mastigodryas bruesi
- Soort Mastigodryas cliftoni
- Soort Mastigodryas danieli
- Soort Mastigodryas dorsalis
- Soort Mastigodryas heathii
- Soort Mastigodryas melanolomus
- Soort Mastigodryas moratoi
- Soort Mastigodryas pleii
- Soort Mastigodryas pulchriceps
- Soort Mastigodryas reticulatus
- Soort Meizodon coronatus
- Soort Meizodon krameri
- Soort Meizodon plumbiceps
- Soort Meizodon regularis
- Soort Meizodon semiornatus
- Soort Mopanveldophis zebrinus
- Soort Muhtarophis barani
- Soort Oligodon affinis
- Soort Oligodon albocinctus
- Soort Oligodon ancorus
- Soort Oligodon annamensis
- Soort Oligodon annulifer
- Soort Oligodon arenarius
- Soort Oligodon arnensis
- Soort Oligodon barroni
- Soort Oligodon bitorquatus
- Soort Oligodon booliati
- Soort Oligodon brevicauda
- Soort Oligodon calamarius
- Soort Oligodon catenatus
- Soort Oligodon cattienensis
- Soort Oligodon chinensis
- Soort Oligodon cinereus
- Soort Oligodon condaoensis
- Soort Oligodon cruentatus
- Soort Oligodon culaochamensis
- Soort Oligodon cyclurus
- Soort Oligodon deuvei
- Soort Oligodon dorsalis
- Soort Oligodon eberhardti
- Soort Oligodon erythrogaster
- Soort Oligodon erythrorhachis
- Soort Oligodon everetti
- Soort Oligodon fasciolatus
- Soort Oligodon forbesi
- Soort Oligodon formosanus
- Soort Oligodon hamptoni
- Soort Oligodon huahin
- Soort Oligodon inornatus
- Soort Oligodon jintakunei
- Soort Oligodon joynsoni
- Soort Oligodon juglandifer
- Soort Oligodon kampucheaensis
- Soort Oligodon kheriensis
- Soort Oligodon lacroixi
- Soort Oligodon lungshenensis
- Soort Oligodon macrurus
- Soort Oligodon maculatus
- Soort Oligodon mcdougalli
- Soort Oligodon melaneus
- Soort Oligodon melanozonatus
- Soort Oligodon meyerinkii
- Soort Oligodon modestus
- Soort Oligodon moricei
- Soort Oligodon mouhoti
- Soort Oligodon nagao
- Soort Oligodon nikhili
- Soort Oligodon notospilus
- Soort Oligodon ocellatus
- Soort Oligodon octolineatus
- Soort Oligodon ornatus
- Soort Oligodon perkinsi
- Soort Oligodon petronellae
- Soort Oligodon planiceps
- Soort Oligodon praefrontalis
- Soort Oligodon propinquus
- Soort Oligodon pseudotaeniatus
- Soort Oligodon pulcherrimus
- Soort Oligodon purpurascens
- Soort Oligodon saintgironsi
- Soort Oligodon saiyok
- Soort Oligodon signatus
- Soort Oligodon splendidus
- Soort Oligodon sublineatus
- Soort Oligodon taeniatus
- Soort Oligodon taeniolatus
- Soort Oligodon theobaldi
- Soort Oligodon torquatus
- Soort Oligodon travancoricus
- Soort Oligodon trilineatus
- Soort Oligodon unicolor
- Soort Oligodon venustus
- Soort Oligodon vertebralis
- Soort Oligodon waandersi
- Soort Oligodon wagneri
- Soort Oligodon woodmasoni
- Soort Oocatochus rufodorsatus
- Soort Opheodrys aestivus
- Soort Opheodrys vernalis
- Soort Oreocryptophis porphyraceus
- Soort Orientocoluber spinalis
- Soort Oxybelis aeneus
- Soort Oxybelis brevirostris
- Soort Oxybelis fulgidus
- Soort Oxybelis wilsoni
- Soort Palusophis bifossatus
- Soort Pantherophis alleghaniensis
- Soort Pantherophis bairdi
- Soort Pantherophis emoryi
- Soort Pantherophis guttatus
- Soort Pantherophis obsoletus
- Soort Pantherophis ramspotti
- Soort Pantherophis slowinskii
- Soort Pantherophis spiloides
- Soort Pantherophis vulpinus
- Soort Philothamnus angolensis
- Soort Philothamnus battersbyi
- Soort Philothamnus bequaerti
- Soort Philothamnus carinatus
- Soort Philothamnus dorsalis
- Soort Philothamnus girardi
- Soort Philothamnus heterodermus
- Soort Philothamnus heterolepidotus
- Soort Philothamnus hoplogaster
- Soort Philothamnus hughesi
- Soort Philothamnus irregularis
- Soort Philothamnus macrops
- Soort Philothamnus natalensis
- Soort Philothamnus nitidus
- Soort Philothamnus occidentalis
- Soort Philothamnus ornatus
- Soort Philothamnus pobeguini
- Soort Philothamnus punctatus
- Soort Philothamnus ruandae
- Soort Philothamnus semivariegatus
- Soort Philothamnus thomensis
- Soort Phrynonax poecilonotus
- Soort Phrynonax polylepis
- Soort Phrynonax shropshirei
- Soort Phyllorhynchus browni
- Soort Phyllorhynchus decurtatus
- Soort Pituophis catenifer
- Soort Pituophis deppei
- Soort Pituophis insulanus
- Soort Pituophis lineaticollis
- Soort Pituophis melanoleucus
- Soort Pituophis ruthveni
- Soort Pituophis vertebralis
- Soort Platyceps afarensis
- Soort Platyceps bholanathi
- Soort Platyceps brevis
- Soort Platyceps collaris
- Soort Platyceps elegantissimus
- Soort Platyceps florulentus
- Soort Platyceps gracilis
- Soort Platyceps insulanus
- Soort Platyceps karelini
- Soort Platyceps ladacensis
- Soort Platyceps largeni
- Soort Platyceps messanai
- Soort Platyceps najadum
- Soort Platyceps noeli
- Soort Platyceps rhodorachis
- Soort Platyceps rogersi
- Soort Platyceps saharicus
- Soort Platyceps scortecci
- Soort Platyceps sinai
- Soort Platyceps sindhensis
- Soort Platyceps somalicus
- Soort Platyceps taylori
- Soort Platyceps thomasi
- Soort Platyceps variabilis
- Soort Platyceps ventromaculatus
- Soort Pseudelaphe flavirufa
- Soort Pseudelaphe phaescens
- Soort Pseudoficimia frontalis
- Soort Ptyas carinata
- Soort Ptyas dhumnades
- Soort Ptyas dipsas
- Soort Ptyas doriae
- Soort Ptyas fusca
- Soort Ptyas herminae
- Soort Ptyas korros
- Soort Ptyas luzonensis
- Soort Ptyas major
- Soort Ptyas mucosa
- Soort Ptyas multicinctus
- Soort Ptyas nigromarginata
- Soort Ptyas semicarinatus
- Soort Rhamnophis aethiopissa
- Soort Rhamnophis batesii
- Soort Rhinobothryum bovallii
- Soort Rhinobothryum lentiginosum
- Soort Rhinocheilus antonii
- Soort Rhinocheilus etheridgei
- Soort Rhinocheilus lecontei
- Soort Rhynchocalamus arabicus
- Soort Rhynchocalamus dayanae
- Soort Rhynchocalamus levitoni
- Soort Rhynchocalamus melanocephalus
- Soort Rhynchocalamus satunini
- Soort Salvadora bairdi
- Soort Salvadora deserticola
- Soort Salvadora grahamiae
- Soort Salvadora gymnorhachis
- Soort Salvadora hexalepis
- Soort Salvadora intermedia
- Soort Salvadora lemniscata
- Soort Salvadora mexicana
- Soort Scaphiophis albopunctatus
- Soort Scaphiophis raffreyi
- Soort Scolecophis atrocinctus
- Soort Senticolis triaspis
- Soort Simophis rhinostoma
- Soort Sonora aemula
- Soort Sonora annulatus
- Soort Sonora cincta
- Soort Sonora episcopa
- Soort Sonora fasciata
- Soort Sonora michoacanensis
- Soort Sonora mutabilis
- Soort Sonora occipitalis
- Soort Sonora palarostris
- Soort Sonora savagei
- Soort Sonora semiannulata
- Soort Sonora straminea
- Soort Sonora taylori
- Soort Spalerosophis arenarius
- Soort Spalerosophis atriceps
- Soort Spalerosophis diadema
- Soort Spalerosophis dolichospilus
- Soort Spalerosophis josephscorteccii
- Soort Spalerosophis microlepis
- Soort Spilotes pullatus
- Soort Spilotes sulphureus
- Soort Stegonotus admiraltiensis
- Soort Stegonotus aruensis
- Soort Stegonotus australis
- Soort Stegonotus ayamaru
- Soort Stegonotus batjanensis
- Soort Stegonotus borneensis
- Soort Stegonotus cucullatus
- Soort Stegonotus derooijae
- Soort Stegonotus diehli
- Soort Stegonotus florensis
- Soort Stegonotus guentheri
- Soort Stegonotus heterurus
- Soort Stegonotus iridis
- Soort Stegonotus keyensis
- Soort Stegonotus lividus
- Soort Stegonotus melanolabiatus
- Soort Stegonotus modestus
- Soort Stegonotus muelleri
- Soort Stegonotus parvus
- Soort Stegonotus poechi
- Soort Stegonotus reticulatus
- Soort Stegonotus sutteri
- Soort Stenorrhina degenhardtii
- Soort Stenorrhina freminvillei
- Soort Stichophanes ningshaanensis
- Soort Symphimus leucostomus
- Soort Symphimus mayae
- Soort Sympholis lippiens
- Soort Tantilla albiceps
- Soort Tantilla alticola
- Soort Tantilla andinista
- Soort Tantilla armillata
- Soort Tantilla atriceps
- Soort Tantilla bairdi
- Soort Tantilla berguidoi
- Soort Tantilla bocourti
- Soort Tantilla boipiranga
- Soort Tantilla brevicauda
- Soort Tantilla briggsi
- Soort Tantilla calamarina
- Soort Tantilla capistrata
- Soort Tantilla cascadae
- Soort Tantilla ceboruca
- Soort Tantilla coronadoi
- Soort Tantilla coronata
- Soort Tantilla cucullata
- Soort Tantilla cuniculator
- Soort Tantilla deppei
- Soort Tantilla excelsa
- Soort Tantilla flavilineata
- Soort Tantilla gottei
- Soort Tantilla gracilis
- Soort Tantilla hendersoni
- Soort Tantilla hobartsmithi
- Soort Tantilla impensa
- Soort Tantilla insulamontana
- Soort Tantilla jani
- Soort Tantilla johnsoni
- Soort Tantilla lempira
- Soort Tantilla melanocephala
- Soort Tantilla miyatai
- Soort Tantilla moesta
- Soort Tantilla nigra
- Soort Tantilla nigriceps
- Soort Tantilla oaxacae
- Soort Tantilla olympia
- Soort Tantilla oolitica
- Soort Tantilla petersi
- Soort Tantilla planiceps
- Soort Tantilla psittaca
- Soort Tantilla relicta
- Soort Tantilla reticulata
- Soort Tantilla robusta
- Soort Tantilla rubra
- Soort Tantilla ruficeps
- Soort Tantilla schistosa
- Soort Tantilla semicincta
- Soort Tantilla sertula
- Soort Tantilla shawi
- Soort Tantilla slavensi
- Soort Tantilla stenigrammi
- Soort Tantilla striata
- Soort Tantilla supracincta
- Soort Tantilla taeniata
- Soort Tantilla tayrae
- Soort Tantilla tecta
- Soort Tantilla tjiasmantoi
- Soort Tantilla trilineata
- Soort Tantilla triseriata
- Soort Tantilla tritaeniata
- Soort Tantilla vermiformis
- Soort Tantilla vulcani
- Soort Tantilla wilcoxi
- Soort Tantilla yaquia
- Soort Tantillita brevissima
- Soort Tantillita canula
- Soort Tantillita lintoni
- Soort Telescopus beetzi
- Soort Telescopus dhara
- Soort Telescopus fallax
- Soort Telescopus finkeldeyi
- Soort Telescopus gezirae
- Soort Telescopus hoogstraali
- Soort Telescopus nigriceps
- Soort Telescopus obtusus
- Soort Telescopus pulcher
- Soort Telescopus rhinopoma
- Soort Telescopus semiannulatus
- Soort Telescopus tessellatus
- Soort Telescopus tripolitanus
- Soort Telescopus variegatus
- Soort Thelotornis capensis
- Soort Thelotornis kirtlandii
- Soort Thelotornis mossambicanus
- Soort Thelotornis usambaricus
- Soort Thrasops flavigularis
- Soort Thrasops jacksonii
- Soort Thrasops occidentalis
- Soort Thrasops schmidti
- Soort Toxicodryas blandingii
- Soort Toxicodryas pulverulenta
- Soort Trimorphodon biscutatus
- Soort Trimorphodon lambda
- Soort Trimorphodon lyrophanes
- Soort Trimorphodon paucimaculatus
- Soort Trimorphodon quadruplex
- Soort Trimorphodon tau
- Soort Trimorphodon vilkinsonii
- Soort Wallaceophis gujaratensis
- Soort Xenelaphis ellipsifer
- Soort Xenelaphis hexagonotus
- Soort Xyelodontophis uluguruensis
- Soort Zamenis hohenackeri
- Soort Zamenis lineatus
- Soort Zamenis longissimus
- Soort Zamenis persicus
- Soort Zamenis scalaris
- Soort Zamenis situla